# 2005-06 アトレティコ・マドリード
2005-06 アトレティコ・マドリードでは、2005年-2006年シーズンのアトレティコ・マドリードについて記述する。

## 概要
アルゼンチンのボカ・ジュニアーズを指揮していたカルロス・ビアンチを招聘し、UEFAチャンピオンズリーグ出場権獲得を目指して臨んだシーズンであったが、結果はリーグ戦10位と目標は未達だった。ビアンチ就任後の8月から10月にかけては降格圏付近を漂うなど、不安定な試合が続いたため、冬のシーズン折り返しと同時に解任され、後任にBチームの監督だったぺぺ・ムルシアを後任に据えた。ムルシアに交代以降は、アリエル・イバガサをトップ下に置いた4-1-3-2のフォーメーションでリーグ戦6連勝を記録するなど、一時的に復調したが、終盤は失速した。この中でもそれぞれのサイドでレギュラーを務めたマキシ・ロドリゲスとマルティン・ペトロフは、前者がチーム内2位となる10得点、後者のペトロフはチーム最多となる8アシストを挙げた。

## 登録メンバー
注：選手の国籍表記はFIFAの定めた代表資格ルールに基づく。
| No. | Pos. |                        | 選手名                       |
| --- | ---- | ---------------------- | ---------------------------- |
| 1   | GK   | スペイン               | イバン・クエジャル           |
| 2   | DF   | スペイン               | フアン・ベラスコ             |
| 3   | DF   | スペイン               | アントニオ・ロペス           |
| 4   | MF   | スペイン               | ゴンサロ・コルサ             |
| 5   | DF   | スペイン               | ガルシア・カルボ             |
| 6   | MF   | スペイン               | ホセ・イグナシオ・サイーノス |
| 7   | FW   | アルゼンチン           | ルシアーノ・ガジェッティ     |
| 8   | MF   | アルゼンチン           | アリエル・イバガサ           |
| 9   | FW   | スペイン               | フェルナンド・トーレス       |
| 10  | FW   | セルビア・モンテネグロ | マテヤ・ケジュマン           |

| No. | Pos. |              | 選手名                   |
| --- | ---- | ------------ | ------------------------ |
| 11  | MF   | アルゼンチン | マキシ・ロドリゲス       |
| 14  | FW   | スペイン     | アンヘル・アリスメンディ |
| 15  | DF   | スペイン     | フランシスコ・モリネーロ |
| 17  | MF   | ブルガリア   | マルティン・ペトロフ     |
| 18  | DF   | スペイン     | フアン・バレーラ         |
| 20  | MF   | スペイン     | ガビ                     |
| 21  | DF   | コロンビア   | ルイス・ペレア           |
| 22  | DF   | スペイン     | パブロ・イバニェス       |
| 23  | MF   | フランス     | ペテル・リュクサン       |
| 25  | GK   | アルゼンチン | レオ・フランコ           |

### リザーブチーム
注：選手の国籍表記はFIFAの定めた代表資格ルールに基づく。
| No. | Pos. |          | 選手名                 |
| --- | ---- | -------- | ---------------------- |
| 26  | FW   | スペイン | ブラウリオ             |
| 27  | DF   | スペイン | パブロ・シシージャ     |
| 28  | FW   | スペイン | マヌエル・デル・モラル |
| 30  | GK   | スペイン | イスマエル・ファルコン |
| 31  | MF   | スペイン | マリオ・スアレス       |

| No. | Pos. |          | 選手名                 |
| --- | ---- | -------- | ---------------------- |
| 33  | GK   | スペイン | ロベルト               |
| 36  | DF   | スペイン | アントニオ・モレノ     |
| 37  | MF   | スペイン | フェルナンド・マルケス |
| 38  | DF   | スペイン | フリアン・バラ         |
| 40  | FW   | スペイン | ルフィーノ・セゴビア   |

## 試合結果
- BDFutbolによる試合結果 （英語）